# 쥘리앵 블랑
쥘리앵 블랑(Julien Blanc, 1988년 10월 24일 ~ )은 스위스 태생의 헌팅 강사이자 픽업 아티스트이다.